# Henningsleben
Henningsleben is een dorp in de Duitse gemeente Bad Langensalza in het Unstrut-Hainich-Kreis in Thüringen. Het dorp wordt voor het eerst genoemd in een oorkonde uit 1211. In 1993 werd de tot dan zelfstandige gemeente toegevoegd aan Bad Langensalza.